# (5858) Borovitskia
(5858) Borovitskia est un astéroïde de la ceinture principale.

## Description
(5858) Borovitskia est un astéroïde de la ceinture principale. Il fut découvert le 28 septembre 1978 à Nauchnyj par Lioudmila Tchernykh. Il présente une orbite caractérisée par un demi-grand axe de 2,31 UA, une excentricité de 0,05 et une inclinaison de 5,9° par rapport à l'écliptique.

## Compléments